# Reichsfeuerwehrehrenzeichen
Das Reichsfeuerwehrehrenzeichen wurde als Ehrenzeichen am 22. Dezember 1936 durch den damaligen Reichsminister des Innern, Wilhelm Frick zur Anerkennung von Verdiensten im Feuerlöschwesen gestiftet und ab Ende 1938 durch das Feuerwehr-Ehrenzeichen abgelöst. Das Reichsfeuerwehrehrenzeichen war ab 1936 das einzige verliehene Feuerwehrehrenzeichen in Deutschland, nachdem mit der Verordnung über das Reichsfeuerwehrehrenzeichen vom 22. Dezember 1936 den Landes- und Provinzialfeuerwehrverbänden die Ermächtigung zur Verleihung eigener Feuerwehrehrenzeichen entzogen wurde.

## Klasseneinteilung
Das Reichsfeuerwehrehrenzeichen wurde in zwei Klassen verliehen, wobei der zu Beleihende nicht deutscher Staatsangehöriger sein musste. Ein Rechtsanspruch auf Verleihung ergab sich aber nicht.
- 1. Klasse: Wurde Mitgliedern anerkannter Berufs- oder Freiwilliger Feuerwehren sowie sonstigen Verbänden verliehen, die sich um das Feuerlöschwesen besondere Verdienste erworben hatten. Die 1. Klasse wurde außerdem verliehen für besonders mutiges und entschlossenes Verhalten bei der Bekämpfung von Bränden.

- 2. Klasse: Wurde allen Mitgliedern verliehen, die einer anerkannten Berufs- oder Freiwilligen Feuerwehr nach dem 1. Mai 1936 ihr 25-jähriges Dienstjahr als Feuerwehrangehöriger vollendet hatten.[5]

## Beschaffenheit, Aussehen und Tragweise
Das Reichsfeuerwehrehrenzeichen ähnelt im Aussehen dem Feuerwehr-Ehrenzeichen (1938). Es stellt ein Flammenkreuz auf weißem Grunde dar, dass in der Mitte das Hakenkreuz trug und mit der Umschrift versehen war: FÜR VERDIENSTE IM FEUERLÖSCHWESEN. Das Reichsfeuerwehrehrenzeichen wurde bei beiden Klassen an der linken Brustseite getragen, und zwar die 2. Klasse am rot-weißen Band im Knopfloch oder an der Ordensschnalle. Die 1. Klasse wurde als Steckkreuz getragen.

## Verleihungsbefugnis
Das Ehrenzeichen wurde im Namen des Reichsministers des Innern vom Chef der Deutschen Polizei an die zu Beliehenen verliehen, wobei diese Verleihung auch delegiert werden konnte. Der Beliehene erhielt mit Aushändigung des Ehrenzeichens ein Besitzzeugnis. Das Ehrenzeichen selbst ging dabei in das Eigentum des Beliehenen über. Nach dessen Tode, verblieb es den Hinterbliebenen als Andenken, die jedoch nicht trageberechtigt waren. Im Übrigen wurden verlorengegangene Stücke nicht ersetzt, sie konnten aber auf Kosten des Inhabers neu beschafft werden. Das Ehrenzeichen konnte auch wieder entzogen werden und zwar für den Fall, in dem das Ehrenzeichen zu "Unrecht" verliehen worden war.